# دنیس جانسون (نویسنده)
دنیس جانسون (انگلیسی: Denis Johnson؛ زادهٔ ۱ ژوئیهٔ ۱۹۴۹- ۲۴ ماه مه ۲۰۱۷) یک شاعر، رمان‌نویس، و نویسنده اهل ایالات متحده آمریکا بود. شهرت وی بیشتر به خاطر مجموعه داستان پسر عیسی و رمان درخت دود است. او برنده جوایز کمک هزینه گوگنهایم و جایزه کتاب ملی شده‌است.